# Liste der DBV-Pokalsieger (Frauen)
Die Liste der DBV-Pokalsieger (Frauen) enthält die Deutschen Softball-Pokalsieger der Damen sowie die Finalisten und Halbfinalisten. Durchgeführt wurde der Wettbewerb vom Deutschen Baseball und Softball Verband (DBV) in den Jahren 1996 bis 2006. Seit 2012 wird der Deutschlandpokal ausgetragen, bei dem der zweite Europapokalstartplatz (neben dem Meister) ausgespielt wird.
Rekordsieger sind die Mannheim Tornados, die den Pokal sieben Mal gewinnen konnten, darunter auch sechs Mal in Folge bei den ersten Ausgaben von 1996 bis 2001.

## Liste der Sieger
- Jahr: Nennt das Jahr des Pokalsieges.
- Meister: Nennt den deutschen Softball-Pokalsieger des entsprechenden Jahres.
- Verein: Nennt den Pokalfinalisten des entsprechenden Jahres.
- Ergebnis: Nennt das Ergebnis des Endspiels.
- 3. Platz: Nennt den Sieger des Spiels um Platz 3.
- 4. Platz: Nennt den Verlierer des Spiels um Platz 3.

| Jahr | Pokalsieger              | Finalist           | Ergebnis  | 3. Platz                 | 4. Platz             |
| ---- | ------------------------ | ------------------ | --------- | ------------------------ | -------------------- |
| 1996 | Mannheim Tornados        | Köln Cardinals     | 11:0      | unbekannt                | unbekannt            |
| 1997 | Mannheim Tornados        | Hamburg Knights    | 8:2       | Wesseling Vermins        | Mainz Athletics      |
| 1998 | Mannheim Tornados        | Wesseling Vermins  | 11:2      | Hamburg Knights          | Regensburg Legionäre |
| 1999 | Mannheim Tornados        | Holm Westend 69ers | 11:0      | Hamburg Knights          | Rosenheim 89ers      |
| 2000 | Mannheim Tornados        | Hamburg Knights    | 11:2      | Paderborn Untouchables   | Mainz Athletics      |
| 2001 | Mannheim Tornados        | unbekannt          | unbekannt | unbekannt                | unbekannt            |
| 2002 | Brauweiler Raging Abbots | Mannheim Tornados  | 3:2       | Hamburg Knights          | Haar Disciples       |
| 2003 | Brauweiler Raging Abbots | Deggendorf Dragons | 10:0      | Hamburg Knights          | unbekannt            |
| 2004 | Hamburg Knights          | SBC Strausberg     | 12:1      | Freising Grizzlies       | Dreieich Vultures    |
| 2005 | Mannheim Tornados        | Hamburg Knights    | 9:6       | Brauweiler Raging Abbots | Dreieich Vultures    |
| 2006 | Hamburg Knights          | Freising Grizzlies | 1:0       | Wesseling Vermins        | Karlsruhe Cougars    |

## Sieger
Nachfolgend aufgeführt sind alle bisherigen Sieger des offiziellen deutschen Softballpokals sowie die Anzahl ihrer Finalteilnahmen.
| Rang | Mannschaft               | Anzahl der Pokalsiege | Siegjahre       | Anzahl der Finalteilnahmen |
| ---- | ------------------------ | --------------------- | --------------- | -------------------------- |
| 1    | Mannheim Tornados        | 7                     | 1996–2001, 2005 | 8                          |
| 2    | Hamburg Knights          | 2                     | 2004, 2006      | 5                          |
| 3    | Brauweiler Raging Abbots | 2                     | 2002, 2003      | 2                          |

## Deutschlandpokal
2012 ist ein neuer Wettbewerb, der Deutschlandpokal, eingeführt worden. Der Pokal dient dazu, den zweiten Europapokalstartplatz, neben dem Meister, auszuspielen. Qualifiziert sind die Dritt- bis Sechstplatzierten der Bundesliga Nord und Süd, die im Best-of-Three Modus gegeneinander antreten. Am Ende treten die Verlierer der deutschen Meisterschaft dem Deutschlandpokal hinzu. Das Finale wird nur in einem Spiel ausgetragen und findet am Austragungsort des Jugend Länderpokals statt.
| Jahr | Pokalsieger            | Finalist               | Ergebnis      |
| ---- | ---------------------- | ---------------------- | ------------- |
| 2012 | Neunkirchen Nightmares | Mannheim Tornados      | 3:1           |
| 2013 | Neunkirchen Nightmares | Haar Disciples         | 2:1           |
| 2014 | Neunkirchen Nightmares | Hamburg Knights        | 9:4           |
| 2015 | Mannheim Tornados      | Neunkirchen Nightmares | 8:4           |
| 2016 | Wesseling Vermins      | Neunkirchen Nightmares | 10:7          |
| 2017 | Wesseling Vermins      | Hamburg Knights        | 7:0           |
| 2018 | Neunkirchen Nightmares | Mannheim Tornados      | 3:2           |
| 2019 | Hamburg Knights        | Freising Grizzlies     | 8:6           |
| 2020 | Neunkirchen Nightmares | Freising Grizzlies     | 4:6, 8:2, 3:1 |
| 2021 | Bonn Capitals          | Hamburg Knights        | 2:6, 8:1, 8:6 |